# Nannoparce poeyi
Nannoparce poeyi là một loài bướm đêm thuộc họ Sphingidae. Loài này có ở México, Cuba và Cộng hòa Dominica.

## Phân loài
- Nannoparce poeyi poeyi (Cuba và the Dominican Republic)
- Nannoparce poeyi haterius (Druce, 1888) (Mexico)